# Пономаренко Олександр Володимирович (військовик)
Олекса́ндр Володи́мирович Пономаре́нко — солдат резерву, Національна гвардія України, учасник російсько-української війни.

## Нагороди
За особисту мужність і героїзм, виявлені у захисті державного суверенітету та територіальної цілісності України, вірність військовій присязі під час російсько-української війни
- нагороджений орденом «За мужність» III ступеня (25.3.2015).